# Canadian Hockey League
La Canadian Hockey League (CHL) è un'organizzazione che rappresenta le tre leghe giovanili di hockey su ghiaccio con sede in Canada. 
La CHL è stata fondata nel 1975. Le tre leghe che costituiscono la CHL sono:
- l'Ontario Hockey League (OHL);
- la Quebec Major Junior Hockey League (QMJHL);
- la Western Hockey League (WHL).

I suoi tre campionati e le 60 squadre che rappresentano la CHL interessano nove province canadesi e cinque Stati americani.
Il calendario CHL culmina nel torneo Memorial Cup, che vede ciascuna delle tre squadre vincitrici della propria lega, oltre ad una squadra ospite, giocare un torneo per determinare il campione nazionale. La CHL ospita anche la CHL Top Prospects Game, per premiare i migliori giocatori del campionato, così come la Subway Super Series, una serie di sei partite cui partecipano squadre giovanili russe.
Le 60 squadre della CHL sono così suddivise:
- Western Hockey League: 22 squadre provenienti da: Columbia Britannica, Alberta, Saskatchewan, Manitoba, Washington e Oregon.
- Ontario Hockey League: 20 squadre dislocate in: Ontario, Michigan e Pennsylvania.
- Quebec Major Junior Hockey League: 18 squadre da: Québec, Nuovo Brunswick, Nuova Scozia, Isola del Principe Edoardo e Maine.